# Легальный марксизм
Лега́льный маркси́зм — течение общественной мысли, возникшее в конце XIX века в России, предпосылкой зарождения и источником которого являлись:
- в узком смысле — произведения Карла Маркса,
- в широком смысле — и других авторов, развивавших идеи марксизма (напр., Ф. Энгельса), чьи труды могли попадать в поле зрения исследователей.

В определении МСЭ (1е изд.): «литературно-общественное течение среди радикальной буржуазной интеллигенции (…[список имён]…), выступившей в 90-х гг. против народничества под знаком марксизма».
В определении БСЭ: «идейно-политическое течение части передовой российской буржуазии, пытавшейся использовать для обоснования развития капитализма в России отдельные положения экономического учения Маркса».
В названии статьи в Большой советской энциклопедии, в отличие от Малой советской энциклопедии, термин «Легальный марксизм» взят в кавычки. Переопределён и социальный состав представителей: «буржуазная интеллигенция» → «буржуазия». Статьи словарей и справочников, изданных в РФ после 1991 года, повторяют советские энциклопедические определения исторических рамок легального марксизма и перечень его представителей.
Термин «легальные марксисты» был введён Лениным и довольно условен, относится прежде всего к трём экономистам: Петру Бернгардовичу Струве (1870−1944), Михаилу Ивановичу Туган-Барановскому (1865−1919) и Сергею Николаевичу Булгакову (1871−1944)  (также обычно Н. А. Бердяев — однако, никогда не занимавшийся экономическими вопросами). Замечают, что для представителей «легального марксизма» увлечение идеями Маркса было недолгим. Профессор Р. М. Нуреев отмечал, что развитие промышленности и капитализма (а не изменение социально-классовой структуры общества) имело самодовлеющее значение для легальных марксистов.
Сами они предпочитали называть себя «критическими марксистами», как отмечает О.Б. Леонтьева, подчеркивая, что оставляют за собой право на свободу мысли.

## Исторические границы применения термина
Существенным для определения исторических границ, в которых правомерно формальное отнесение того или иного произведения к легальному марксизму, является определение «легальный». Оно предполагает, что речь идёт о произведениях, изданных без нарушения порядка, установленного царской цензурой, и бывших в законном (легальном) употреблении на территории Российской империи.

### Точка отсчёта
Из формального определения термина, к числу первых произведений легального марксизма принадлежат сочинения Николая Ивановича Зибера. Более того, Энциклопедический словарь Брокгауза и Ефрона однозначно ставит его на первое место в этом ряду. Автор (В. Я. Яроцкий) пишет:
…[Маркс] нашёл себе в Зибере лучшего истолкователя и популяризатора в русской литературе. Это выразилось в особенности в горячей защите главного сочинения К.Маркса «Капитал» от его русских критиков, Герье, Чичерина и Ю.Жуковского, а также и в позднейшем, главном сочинении Зибера: «Рикардо и К.Маркс в их общественно-экономических исследованиях» (СПб. 1885)… Благодаря, главным образом, трудам Зибера, трудовая теория ценности Рикардо-Маркса и марксова схема экономического развития получили и в русской экономической науке твёрдую и прочную постановку.
Упоминая заслуги Н. Зибера, советские энциклопедии тем не менее датируют возникновение легального марксизма 1890-ми годами (см. выше). Альтернативную точку зрения на этот вопрос высказал, в частности, Н. Ангарский, который в одном из первых специальных исследований советского времени (1925 год) выделил в истории легального марксизма первый, ранний этап 1876—1897 гг.

### Момент завершения
Соответственно формальному определению, предельный срок, после которого понятие «легальный марксизм» неприменимо в силу данного выше определения, может быть установлен:
- как минимум, октябрём 1905 года (цензурные послабления),
- как максимум, февралём-октябрём (ноябрём н.ст.) 1917 года: либо по факту исчезновения качества «царской» как такового с 1 марта 1917 года (а Временное правительство не внесло здесь существенных изменений), либо в силу явно декламированной декретами октября 1917 года отмены всех установлений прежних режимов.

Вместе с тем, этот критерий является необходимым, но недостаточным для научной классификации. Вопрос ставится, как правило, применительно к авторам, а не к отдельным сочинениям. При этом принципиальное значение для отнесения автора к легальным марксистам здесь имеет столько не год издания, сколько фактическое содержание труда, которое во всех случаях должно становиться предметом специального анализа.

## Основные представители легального марксизма
Круг читателей и почитателей Маркса в России был чрезвычайно широк и в социальном, и в географическом отношении. «По дороге в Европу я получил рекомендательное письмо к Марксу от нашего степного помещика [прим.: казанский помещик Григорий Михайлович Толстой]…» — повествует в 1880 году читателям популярного в России журнала «Вестник Европы» П. В. Анненков, крупный литературный критик и основатель пушкинистики.
Интерес к Марксу и его учению сформировался у русского читателя ещё до выхода в 1872 году первого перевода «Капитала» на русский язык; передовые представители русской интеллигенции начали изучать его уже по оригиналу 1867 года.
Одним из основателей легального марксизма П. Б. Струве считал профессора Новоалександрийского института сельского хозяйства А. И. Скворцова. В числе крупнейших представителей легального марксизма обычно называют: П. Б. Струве и его ближайших единомышленников (Н. А. Бердяев, С. Н. Булгаков, А. С. Изгоев). Особняком от этой группы стоит фигура другого крупнейшего русского экономиста и политика, М. И. Туган-Барановского. Его самостоятельные, оригинальные работы в этой области привлекали внимание критиков за пределами России, Й. Шумпетер называет Туган-Барановского наиболее выдающимся русским экономистом того периода. При этом в рамках «легального марксизма» Туган-Барановский оспаривал и группу Струве—Булгакова.
Объективная неизбежность возникновения и утверждения «легального марксизма» в России, выбор теории Маркса как критериальной основы в оспаривании альтернатив, предопределена формулой давней, восходящей к началу XIX века дискуссии о выборе пути дальнейшего развития страны (ср. западники, славянофилы, тж. почвенники). Борьба против «насаждения капитализма», неизбежно влекущего за собой деформацию всей системы общественных отношений, моральных ценностей, а значит и обострение социальных конфликтов, ведётся в то же время и на родине марксизма, в Германии. Там выходом из этого социального кризиса становится «государственный социализм», «построение» которого возглавляет лично канцлер Бисмарк. Изучение современного им европейского опыта занимает важное место в работах марксистов России.
Ключевым тезисом легальных марксистов было признание прогрессивности капитализма на данном этапе: Россия страдает не от капитализма, а от недостаточного его развития. Главным идейным оппонентом марксистов в России стало народничество. Сильнейшим толчком к развитию дискуссии здесь послужила работа Струве «Критические заметки к вопросу об экономическом развитии России» (1894). В ней автор противопоставляет воззрениям народников теорию исторического материализма, воспринятую им с известными ограничениями. Обвинив народников в идеализации натурального хозяйства,
Струве доказывал «носителям крепостническо-консервативной идеологии», что «развитие менового хозяйства» и «крупного централизованного производства» имеет «огромное объективное экономическое и общекультурное значение» и что культурный прогресс России тесно связан с развитием у нас капиталистического способа производства.
Это сочинение Струве повлекло за собой, с одной стороны, полемику с народниками во главе с Н. К. Михайловским, а с другой — размежевание внутри самих русских марксистов. Здесь с критикой Струве одновременно выступают ветеран движения Г. В. Плеханов и 25-летний В. И. Ульянов. В своей статье «Экономическое содержание народничества и критика его в книге г. Струве» (под псевдонимом К. Тулин) Ленин отделил позитивные стороны учения Маркса как предпосылки исследования, от субъективных выводов, к которым подводил в своём сочинении П. Б. Струве. По словам Ленина, в своей работе Струве выступил не как марксист-диалектик, а как профессор-объективист; легальный марксизм у Струве «представлял собой попытку практического приспособления рабочего движения к потребностям и интересам буржуазного общественного развития», а сам Струве является, по сути, критиком Маркса, затушёвывающим учение революционного марксизма о классовой борьбе. Конфискованная вскоре статья Ленина попала в разряд «нелегального марксизма», и послужила важным системообразующим началом в генезисе теоретических основ русской социал-демократической (впоследствии большевистской) доктрины в части её соотнесения с учением Карла Маркса.
Туган-Барановский подходит к марксизму на основе глубокого предварительного анализа предшествовавших социалистических и коммунистических учений. В сочинениях «Современный социализм в своём историческом развитии», «В поисках нового мира», «Социализм как положительное учение» и пр. он делает и свои собственные выводы и оценки в отношении капиталистического строя. Нередко они совпадают с позицией Маркса; например, русский профессор также выступает против эксплуатации человека человеком, так как она порождает и закрепляет социальное неравенство и антагонизм интересов. Наряду с этим Туган-Барановский критически рассматривает ряд положений теории Маркса, например, закон тенденции нормы прибыли к понижению.

## Историческое место и значение легального марксизма
Русский легальный марксизм, с одной стороны — локальный феномен, а с другой — объективно обусловленный этап развития марксизма как учения в глобальном, общемировом масштабе. Размежевание между знатоками Маркса по признаку отношения к революционным аспектам его учения происходило не только в России, но и во всём мире. В этом смысле легальные марксисты предреволюционной России имеют генетическое сродство с ревизионистскими течениями той же эпохи на Западе, в частности, с бернштейнианством. П. Берлин в статье «О бернштейнианстве» писал:

Не Бернштейн первый указал на эту необходимость внести поправку в распространенное представление о марксизме. В этом отношении, как и во многих других, его опередил Струве.— «Жизнь», февраль 1901 г. С. 120.
Цитируемый выше журнал "Жизнь" отражал взгляды легальных марксистов.